# Gerhard Hotop
Gerhard Walter Oskar Hotop (* 17. November 1906 in Friedrichsberg, Ostpreußen; † unbekannt) war ein deutscher Landrat.

## Leben und Wirken
Nach Schulbesuch und Studium wurde Gerhard Hotop 1929 Gerichtsreferendar. Am 14. Dezember 1932 legte Hotop die große Staatsprüfung ab und wurde daraufhin Gerichtsassessor in Berlin. Am 1. Mai 1933 wurde er zum Regierungsassessor und 1936 zum Regierungsrat ernannt, u. a. war er im Oberpräsidium in Kiel und 1936 in Köslin tätig.
Zum 1. August 1933 trat er der SS (SS-Nummer 240.859) bei. Nach der Lockerung der Mitgliederaufnahmesperre beantragte er am 22. Juni 1937 die Aufnahme in die NSDAP und wurde rückwirkend zum 1. Mai desselben Jahres aufgenommen (Mitgliedsnummer 5.435.348).
Nach der Besetzung der Grenzgebiete der Tschechoslowakei durch das Deutsche Reich und der Bildung des Reichsgaus Sudetenland wurde Hotop, von Kiel kommend, am 10. Oktober 1938 zunächst kommissarisch und zum 15. April 1939 definitiv als Landrat im Landkreis Hohenstadt eingesetzt. Daneben war er auch Kreisrichter. 
1940 wurde Hotop zum Kriegsdienst bei der deutschen Wehrmacht einberufen und musste als Landrat in Hohenstadt vertreten werden. Am 16. Juni 1942 kehrte er in das Landratsamt zurück und blieb dort bis 1944 im Amt. Von dort wurde er in die Parteikanzlei der NSDAP versetzt, weil er für den sogenannten „Südeinsatz“ benötigt wurde.
Nach dem Zweiten Weltkrieg lebte Hotop in Essen. Zwischen 1950 und 1953 promovierte er bei Werner Weber in Göttingen mit einer Dissertation zum Thema Entwicklung und Probleme des Städtebau- und Planungsrechts, dargestellt am Beispiel Niedersachsens. 1974 wurde er Vorsitzender des Aufsichtsrates der Coutinho Kommanditgesellschaft auf Aktien.
Gerhard Hotop heiratete am 29. August 1936 in Potsdam Gerda Annemarie Wagner, die von dort stammte.

## Auszeichnungen
- Eisernes Kreuz I. und II. Klasse[6]
- Medaille zur Erinnerung an den 1. Oktober 1938
- 1944: Kriegsverdienstkreuz II. Klasse mit Stern